# Глущенко Андрій Олександрович (футболіст)
Глущенко Андрій Олександрович (18 березня 1974, Оріхів)  — колишній український футболіст, воротар. Після завершення ігрової кар'єри — граючий тренер воротарів. Наразі працює в одеському «Чорноморці».

## Клубна кар'єра
Перший тренер — Олег Дудка. Виступав за запорізькі «Металург» і «Торпедо», кіровоградську «Зірку», маріупольський «Іллічівець». 
У квітні 2009 року завершив кар'єру футболіста, але у 2011 році повернувся граючим тренером воротарів одеського «Чорноморця». Влітку 2012 року остаточно завершив футбольну кар'єру.
За свою футбольну кар'єру воротар 13 разів відбивав пенальті в чемпіонатах України. Глущенко — єдиний воротар, який двічі відбив по два пенальті за матч.
В єврокубках (Кубок УЄФА 2006/07) за «Металург» (Запоріжжя) провів 4 матчі, в яких пропустив 2 м'ячі.

### Статистика
| Клуб                   | Сезон              | Матчі | Голи (пропущені) |
| ---------------------- | ------------------ | ----- | ---------------- |
| «Торпедо» (Запоріжжя)  | 1993/94            | 4     | 5                |
| «Торпедо» (Запоріжжя)  | 1994/95            | 7     | 6                |
| «Торпедо» (Запоріжжя)  | 1995/96            | 5     | 3                |
| «Торпедо» (Запоріжжя)  | 1996/97            | 21    | 44               |
| «Торпедо» (Запоріжжя)  | 1997/98            | 14    | 38               |
| «Торпедо» (Запоріжжя)  | Загалом            | 51    | 96               |
| «Зірка» (Кіровоград)   | 1998/99            | 6     | 10               |
| «Зірка» (Кіровоград)   | 1999/00            | 20    | 41               |
| «Зірка» (Кіровоград)   | Загалом            | 26    | 51               |
| «Металург» (Запоріжжя) | 2000/01            | 12    | 15               |
| «Металург» (Запоріжжя) | 2001/02            | 24    | 20               |
| «Металург» (Запоріжжя) | 2002/03            | 30    | 41               |
| «Металург» (Запоріжжя) | 2003/04            | 17    | 25               |
| «Металург» (Запоріжжя) | 2004/05            | 29    | 28               |
| «Металург» (Запоріжжя) | 2005/06            | 16    | 21               |
| «Металург» (Запоріжжя) | 2006/07            | 13    | 16               |
| «Металург» (Запоріжжя) | Загалом            | 141   | 166              |
| Іллічівець (Маріуполь) | 2008/09            | 8     | 11               |
| Іллічівець (Маріуполь) | Загалом            | 8     | 11               |
| «Чорноморець» (Одеса)  | 2011/12            | 0     | 0                |
| «Чорноморець» (Одеса)  | Загалом            | 0     | 0                |
| Загалом за кар'єру     | Загалом за кар'єру | 226   | 324              |

## Тренерська кар'єра
У квітні 2009 року став тренером воротарів у запорізькому «Металурзі». З березня 2011 року — тренер воротарів одеського «Чорноморця»
У липні 2011 року внесений у заявку «Чорноморця» під номером 37 і став граючим тренером, але не зіграв протягом сезону жодного матчу і з літа 2012 року знову став тренером воротарів.

## Досягнення
- Фіналіст Кубка України 2005/06.